# Andrey Harbunow
Andrey Alyaksandravich Harbunow (tiếng Belarus: Андрэй Аляксандравіч Гарбуноў; tiếng Nga: Андрей Александрович Горбунов (Andrey Aleksandrovich Gorbunov); sinh 29 tháng 5 năm 1983) là một cầu thủ bóng đá Belarus thi đấu ở vị trí thủ môn. Tính đến năm 2018, anh thi đấu cho Dinamo Minsk.

## Sự nghiệp
Gorbunov ra mắt cho đội tuyển quốc gia ngày 30 tháng 3 năm 2015, với kết qỉa hòa 0:0 trước Gabon ở trận giao hữu, ra sân từ đầu.
Ngày 17 tháng 5 năm 2017, anh kết thúc hợp đồng với Atromitos F.C. sau 3 năm liên tiếp gắn bó với câu lạc bộ.

## Danh hiệu
BATE Borisov
- Vô địch Giải bóng đá ngoại hạng Belarus: 2012, 2013
- Vô địch Siêu cúp bóng đá Belarus: 2013